# Escuela de Ingenieros del Ejército de Chile

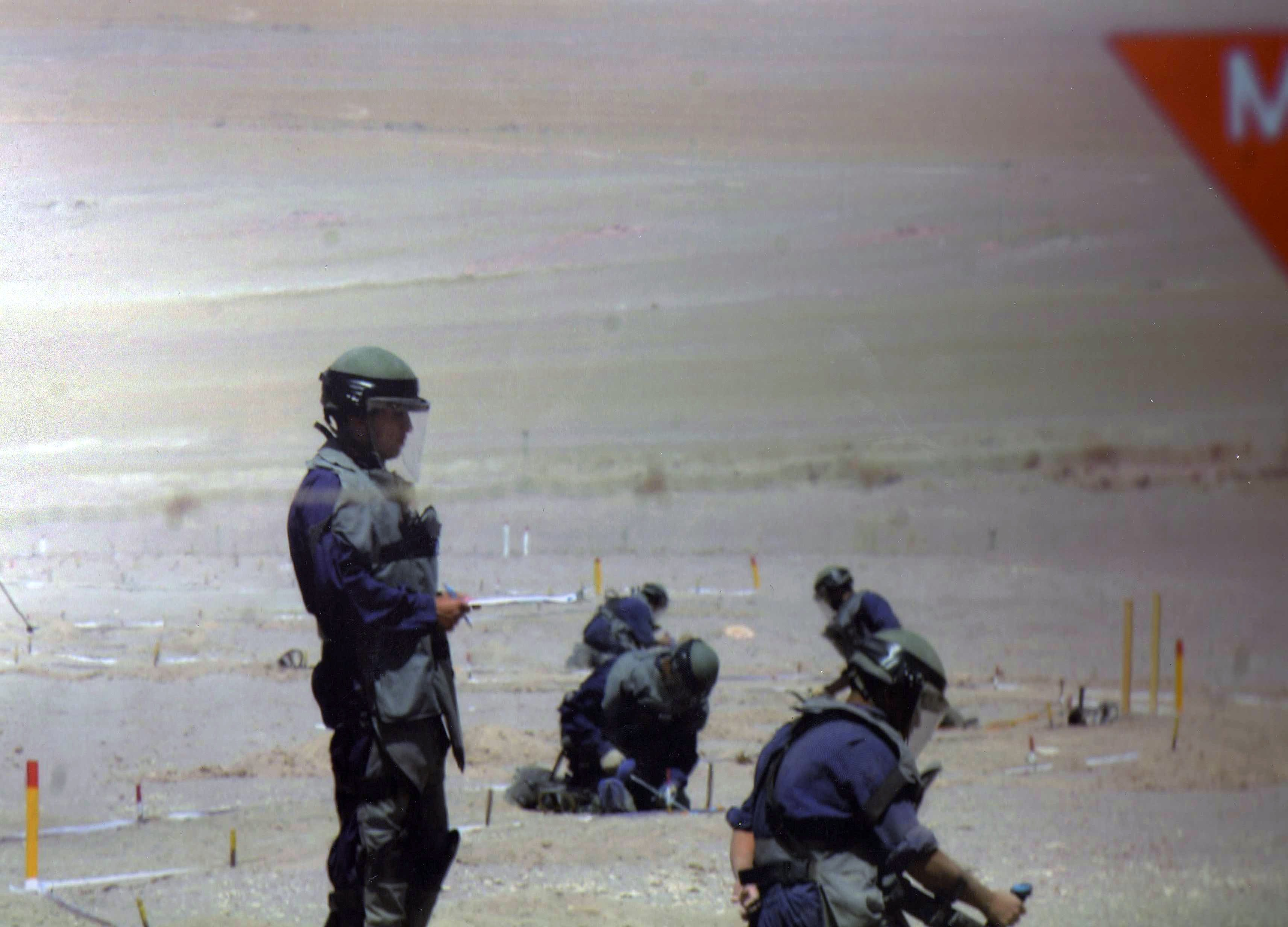
Ingenieros Militares de Chile

La Escuela de Ingenieros del General Juan Mackenna O’Reilly es una Escuela de Arma ubicada a la orilla del Río Maipo, en la ciudad de San Antonio, en la Región de Valparaíso. Fue fundada el 29 de febrero de 1924, mediante el Decreto Supremo n.º 476 y es la encargada de preparar a los futuros Ingenieros del Ejército de Chile.

## Historia[1]
Su primer Cuartel fue un viejo caserón en la Alameda de las Delicias n.º 2015, que ocupó hasta 1930, año en que se trasladó a la Avenida Beaucheff. El 11 de marzo de 1953 se dispuso el traslado del Instituto a Tejas Verdes, Llolleo, lugar en que se encuentra en la actualidad. En este nuevo cuartel, la misión principal ha sido formar a los oficiales y clases que se introducen a la vida Militar en el Arma de Ingenieros, por medio de la instrucción básica, preparación docente y especialización de materias técnicas específicas, como también recibe año a año aquellos ciudadanos de la zona y alrededores que les corresponde cumplir con su Servicio Militar, realizándoles los periodos básicos de instrucción correspondientes para poder desempeñarse como soldados de ingenieros de combate.  
La consolidación de la Escuela de Ingenieros en Tejas Verdes, fue un proceso en el cual hubo muchas ideas, algunas hablaban sobre un posible traslado de este Instituto a otra guarnición, como lo era Melipilla, Quillota, entre otros lugares. Sin embargo, se resolvió que la Escuela de Ingenieros permanecería en su actual cuartel. En consideración de lo anteriormente dicho, el año 2000, el Comandante en Jefe del Ejército, dio visto bueno al inicio del “Proyecto Global Tejas Verdes”  el cual en su primera fase se determinaron las fortalezas y debilidades que presentaba el Instituto en ese entonces para poder identificar las necesidades de nuevas dependencias, demoliciones, reparaciones y/o la recuperación de otras. Al mismo tiempo se decidió respetar la identidad arquitectónica del Instituto, en especial en el sector este. Por otra parte se establecieron sectores específicos para las siguientes dependencias: 
- Dirección, Secretaria de estudios y docencia.
- Batallón de instrucción, canchas deportivas y/o de instrucción.
- Casinos y alojamientos de Oficiales solteros y en curso.
- Casino y alojamientos del cuadro permanente solteros y en curso.
- Parvulario y el complemento administrativo y logístico que fuese necesario.

A su vez, se determinaron pasos a seguir para la construcción de viviendas fiscales, tanto para Oficiales como para el Cuadro Permanente.
En su segunda fase, contempló lo siguiente: 
1. El desarrollo separado, de cada unos de los proyectos de la construcción de las nuevas instalaciones del cuartel militar, de apoyo administrativo y de viviendas para Oficiales y Cuadro Permanente, con el objetivo de poder terminarlos en un mediano plazo.
2. Elaborar los presupuestos para la remodelación de dependencias y la recuperación conforme a la fase anterior.
3. Desarrollo de obras menores, enmarcadas a la remodelación y reparación o recuperación de dependencias. Este proceso ha buscado un desarrollo gradual, armónico, moderno y lógico de la infraestructura, tendiente a aprovechar y habilitar adecuadamente las edificaciones preexistentes, respetar la antigüedad de las instalaciones, mantener la identidad arquitectónica y construir obras conforme a los requerimientos y demandas, con el fin de tener un cuartel moderno y consolidado para la Escuela de Ingenieros.

## Cursos impartidos
- Curso Básico de Oficial de Arma (CBOA)
- Curso Avanzado para Oficiales de Arma (CAOA)
- Curso Avanzado para Suboficiales de Arma (CASA)
- Curso Básico para Suboficial de Armas de Ingenieros (CBSA)
- Curso de Buzo Autónomo
- Curso EOD 1
- Curso EOD 2
- Curso EOR
- Curso de desminado (así denominado previo a pasar a llamarse EOD)
- Curso de Búsqueda y rescate anfibio
- Certificación de explosivista básico
- Capacitación de buceo y navegación antártico

(EOD es Explosive Ordnance Disposal, denominación militar estadounidense que podría leerse "desactivación de artefactos explosivos".)
Dentro de los años 2007 al 2014 el CASEING realizó las siguientes menciones:
- Medios de paso
- Explosivos
- Construcciones Militares
- Desminado
- Mecanizado

## Ceremonias destacadas
- 11 de marzo, Aniversario de la Escuela de Ingenieros.
- 27 de abril ceremonia del día del Carabinero.
- 21 de mayo ceremonia día de las glorias Navales, la que se lleva a cabo en la Gobernación.
- 7 de junio ceremonia interna del día de la Infantería.
- 9 de julio ceremonia del Juramento a la Bandera.
- 20 de agosto ceremonia del Natalicio de Bernardo O’Higgins.
- 19 de septiembre ceremonia del día de las Glorias del Ejército, donde la Escuela de Ingenieros destina personal para presentarse en la Elipse del parque O’Higgins y además la unidad de formación desfila por las calles de San Antonio, Cuncumen, Melipilla.
- 2 de noviembre ceremonia del día del Arma de Ingenieros.
- Diciembre ceremonia de entrega de la Escuela de Ingenieros.

## Acción con la sociedad[2]
La Escuela de Ingenieros durante su prolongada estadía en la zona ha realizado innumerables trabajos y obras de diversa índole, lo que le ha valido el reconocimiento permanente de toda la comunidad, dentro de ellos se encuentran:
- Puente Bailey Endesa: Construido en Llolleo por la Secretaria de Estudios, para permitir el paso de los nuevos transformadores de la planta eléctrica de Papel.
- Puente Colgante El Carmen: Fue construido en el año 1968 en San Antonio, sector Cerro Alegre, Población el Carmen, Quebrada el Aromo, con la finalidad de dar acceso a la calle Manuel Bulnes, su tiempo de empleo fue de 3 meses.
- Puente Loncomilla.
- Emplazamiento tramo de puente en Lo Gallardo.
- Construcción del aeródromo de Juan Fernández.

El terremoto del 27 de Febrero del 2010, se abordaron tres frentes de acción:
1. Tarea orientada a la comunidad de San Antonio.
2. Orientar y preparar medios humanos y técnicos para desplazarse hacia el sur en colaboración en lo que el Ejército dispusiera.
3. Abordar la emergencia en la propia Escuela, dándole énfasis a las familias del personal desplegado en la Antártica, Haití u otras comisiones en el extranjero, como también evaluar los daños en la Escuela, establecer las prioridades en el proceso de evaluación y dirigir los esfuerzos coordinadamente.

Principales actividades realizadas:
- Rescate de víctimas en Llolleo
- Buzos tácticos de la Escuela en colaboración con Bomberos lograron rescatar a cinco personas de las aguas, posteriormente siguieron con trabajos de búsqueda y rescate los cuales se prologaron por tres semanas.
- Apoyo a la provincia de San Antonio. Con los medios de la Compañía de cursos y con maquinaria del gobierno regional se realizaron tareas para despejar y habilitar las principales vías de tránsito, por otra parte la remoción de escombros y obras menores en apoyo a la comunidad. También se realizó un abastecimiento de agua, construcción de pasarela flotante N.A y la construcción de medias aguas proporcionadas por la Municipalidad.
- Empleo en la ciudad de Constitución.
- Buzos tácticos hicieron un puente logístico embarcaciones neumáticas.
- Recuperación de víctimas.

## Himnos y cantos[3]

### Himno “Escuela Ingenieros”
Entonemos de amor a este suelo

del más puro y heroico cantar
que se pierda vibrando en el cielo
en las moles andinas y en el mar.

Pregonemos la fama guerrera
que a esta Patria la ha hecho inmortal
y adorando la insigne bandera
conquistemos jornada triunfal.

Coro
Nuestra Escuela de Ingenieros
centinela es del honor
con sus armas de guerreros
con su ciencia y su tesón
es consigna hasta morir
si el clarín toca llamada
ser primero en combatir
y el último en la retirada.

En la guerra, en la paz es nuestro lema
el estudio, trabajo y unión,
nuestro esfuerzo será nuestro emblema
de potencia, de luz y de acción.

Formarán con nosotros eslabones
de ejemplares y estoico guerreros
sin rivales son en el combate
los soldados del Arma de Ingenieros.

Coro

### Himno del Zapador
¡Ya se van! Los Zapadores,

Ya se va a trabajar.
Van subiendo, hacia los montes,
Sin saber si volverán.

Hombres duros para el trabajo,
Son buenos, para pelear.
Con la pala y el fusil colgado al brazo,
¡Luchando, morirán!

Cuando salieron del pueblo
Para dar su último adiós,
En los ojos de las muchachas
Una lágrima rodó.
Eran ellas las que sufrían
Por su único y gran amor

Y agitando los pañuelos despidieron
Al valiente Zapador.
Silbido…

Eran ellas….

### Himno del Soldado de Ingeniero
Soldado de Ingenieros, jalón de tantas glorias

Su parche azul de Prusia, ostenta mi guerrera
Fecunda en su labor, más grande el sacrificio
el sol de la victoria, flamea en su Bandera.
Soldado de ingenieros, que marcha a la batalla
Sublimes tradiciones, sagrada evocación
El tricolor se agita, en la Patria querida
porque su fue a la guerra, el bravo Batallón.

Coro

El Arma de Ingenieros, es faro de esperanzas
Antorcha que ilumina el bello amanecer
y con la fe en el alma, el ingeniero avanza
Siempre será el primero en morir o vencer.

El Quilo y Membrillar, son rasgos de su historia,
Pisagua y Huamachuco, ensalza a sus guerreros
Unidos al fusil sus nobles herramientas
Gavillas de heroísmo, son nuestros Ingenieros.

Por ríos y por valles, el Ingeniero avanza
va construyendo puentes, senderos y caminos
Un puente que nos una, con las Armas hermanas

Y en el crisol de Chile, fundamos los destinos.

## Mandos del instituto[1]
Cuartel Avenida de las Delicias N° 2015
El fundador de la Escuela de Ingenieros fue el general Francisco J. Díaz Valderrama, el cual tuvo el cargo de Director en el año 1924. Le sucedieron en el mismo cuartel los siguientes: 
- 1924 - 1925   General Luis Paredes T.
- 1924 - 1925   Mayor Ricardo Dávila B.
- 1926 - 1927   Mayor Jorge Tagle M.
- 1927 - 1928   Mayor Ricardo Dávila B.
- 1929 - 1930   Mayor Jorge Tagle M.

Cuartel Avenida Beauchef: 1930 - 1936
- 1931              General Jacinto Ochoa R.
- 1931 - 1935   Coronel Armando Mitchel V.
- 1935 - 1936   Teniente coronel Eduardo Preller M.

Cuartel Melipilla: 1937 - 1940
- 1937 - 1939   Coronel Guillermo Hormazábal G.

Cuartel Recoleta: 1940 - 1953
- 1940 - 1941   Coronel Julio Santa María S.
- 1942 - 1943   Coronel Juan Bertossi Yetri
- 1946 - 1947   Coronel Rafael Vigar F.
- 1947 - 1948   Coronel Huberto Sepúlveda S.
- 1948 - 1950   Coronel Guillermo Rozas M.
- 1950 - 1952   Coronel Benjamín Videla V.

Cuartel Escuela de Ingenieros: desde 1953 hasta la actualidad
- 1953 - 1954   Coronel Arturo Vergara P.
- 1954 - 1955   Coronel Mario Torres P.
- 1955 - 1960   Coronel Alberto Iracabal I.
- 1960 - 1965   Coronel Omar Blanchait M.
- 1965 - 1966   Coronel Alfonso Granada O.
- 1966 - 1968   Coronel Pablo Schaffhauser A.
- 1968 - 1970   Coronel Luis Alliende P.
- 1970 - 1972   Coronel German Hutt G.
- 1972 - 1973   Coronel Patricio Torres R.
- 1974 - 1976   Coronel Manuel Contreras De La Fuente B.
- 1976 - 1978   Coronel Julio Bravo Valdés
- 1978 - 1980   Coronel Jorge Núñez M.
- 1980 - 1983   Coronel Mario Orrego V.
- 1983 - 1985   Coronel Lander Uriarte B.
- 1985 - 1987   Coronel Eugenio Videla V.
- 1987              Coronel Arno Wenderoth P.
- 1987 - 1990   Coronel Víctor Lizárraga A.
- 1990 - 1991   Coronel Alejandro Martin J.
- 1991 - 1994   Coronel Mario González O.
- 1994 - 1995   Coronel Felipe Cossio U.
- 1995 - 1997   Coronel José Latorre P.
- 1997 - 1999   Coronel Juan Peñafiel G.
- 1999 - 2001   Coronel José Valdivieso I.
- 2001 - 2003   Coronel Bosco Pesse Q.
- 2004 - 2005   Coronel Juan Ramírez C.
- 2005 - 2007   Coronel Mauricio Araya M.
- 2008 - 2009   Coronel Mario Puig M.
- 2009 - 2011   Coronel Luis Farías G.
- 2011 - 2012   Coronel Marcelo Iturriaga B.
- 2012 - 2013   Coronel Andrés Silva V.
- 2013 - 2015   Coronel Günter Schweizer H.
- 2015 - 2017   Coronel Pablo López P.
- 2017 - 2019   Coronel Eduardo Candia O.
- 2019 - 2021   Coronel Juan Retamal V.
- 2021 a la fecha Coronel Carlos Báez Jaime